# Joseph Lousberg
Joseph Lousberg, né en 1857 et mort en 1912, est un architecte liégeois. Architecte officiel de la ville de Liège en 1889, il construit plusieurs bâtiments officiels à Liège à la fin du XIXe siècle et au début du XXe siècle.

## Biographie
Employé à la Ville de Liège comme dessinateur, puis conducteur de travaux, il est nommé Architecte des Bâtiments communaux en 1889.

## Réalisations
- 1888 : Fontaines Montefiore, à Liège[1].
- 1892-1895 : Académie des beaux-arts de Liège, rue des Anglais, à Liège.
- 1894 : École Maghin, rue Maghin, à Liège.
- 1903 : travaux à l'hôtel d'Ansembourg (appelé également maison Willems), qui devient le Musée d'Ansembourg, en Féronstrée, à Liège.
- 1904 : École d'Armurerie de la Ville de Liège, rue Léon Mignon, à Liège.
- 1905 : 
  - Pavillon des services communaux de la Ville de Liège, au parc de la Boverie, pour l'Exposition universelle de 1905 à Liège.
  - École Justin Bloom, place Sainte-Walburge, à Liège.
- 1906 : 
  - École moyenne pour garçons et École industrielle, (annexe) boulevard Saucy n°14, à Liège ; aujourd'hui Athénée Maurice Destenay.
  - École primaire communale de la Vieille-Montagne, place de la Vieille-Montagne, à Liège.
- 1911 : École communale de Cointe, boulevard Gustave Kleyer, à Liège.
- 1912 : Crèche du Laveu, rue du Laveu, à Liège ; aujourd'hui occupé par RTC-Télé Liège.